# ZBD-03
Le ZBD-03 ou Type 03 (désignation industrielle WZ506 ) est un véhicule de combat d'infanterie aéroporté chinois. Il est doté d'un châssis léger et d'une suspension hydropneumatique pour les opérations aéroportées. Les premiers prototypes ont reçu la désignation ZLC-2000,.

## Développement
Le ZBD-03 a été conçu pour remplacer le BMD-3 et était en service dans le cadre de l'armée de l'air de l'Armée populaire de libération. Le véhicule a été conçu pour être largué à partir d'avions de taille moyenne tels que le Xi'an Y-20 si nécessaire. Les variantes disponibles incluent une version véhicule de combat d'infanterie (IFV), véhicule blindé de dépannage (ARV) et porte missiles guidés antichars ( ATGM ).

## Design

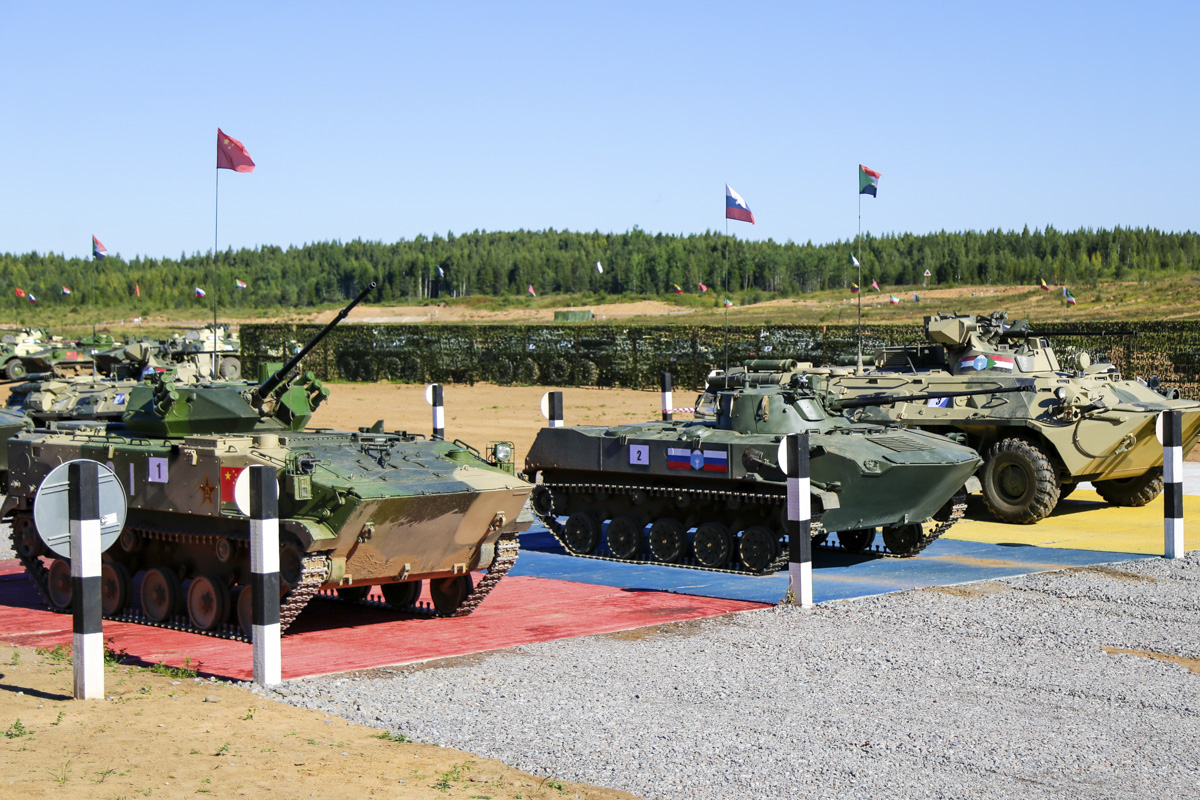
Le type 03 (à gauche) est plus léger mais plus grand que le BMD-2.

Le ZBD-03 comprend un châssis et des sous-systèmes internes conçus localement, qui possèdent une disposition distinctive différente des conceptions russes. Cependant, certaines parties du véhicule pourraient contenir des technologies russes utilisées sur BMD-3, notamment le système de parachutage.

### Mobilité
Le véhicule peut être largué depuis un avion de transport Y-20. Le véhicule conserve également le système de parachute russe pour les opérations de largage depuis l'Il-76. La largeur relativement étroite du ZBD-03 permet au véhicule d'être transporté par un avion de transport léger Y-8.
Le système de suspension du ZBD-03 se compose de cinq roues de route légères et de trois rouleaux de renvoi avec un pignon d'entraînement monté à l'avant. La suspension hydropneumatique intégrée a une garde au sol variable. Les chenilles sont rétractées avant le largage aérien, minimisant ainsi la force d'impact lors de l'opération d'atterrissage. Le ZBD-03 est entièrement amphibie. Le véhicule est propulsé par ses chenilles dans l'eau.
Le véhicule est propulsé par un moteur diesel Dongfeng, développant 210 ch ou 350 ch,. La vitesse maximale sur route est de 72 km/h, alors que la vitesse maximale sur l'eau est de 6 km/h.

### Armement
Le ZBD-03 est équipé d'une tourelle pour un seul homme avec un canon automatique ZPT-99A stabilisé à deux axes de 30 mm capable de tirer des incendiaires hautement explosifs (HEI), des traceurs hautement explosifs (HE-T), des perforants ( AP) et les munitions perforantes à sabot de rejet (APDS). Un lanceur de rail de missile au sommet de la tourelle fait partie du système de missile guidé antichar (ATGM) HJ-73 C. Le HJ-73C est un type de missile guidé SACLOS capable d'engager des véhicules blindés, des bunkers stationnaires et des hélicoptères. Le véhicule a un total de quatre cartouches de HJ-73 disponibles. L'armement secondaire comprend une mitrailleuse coaxiale de 7,62 mm et trois déchargeurs de grenades fumigènes montés de chaque côté de la tourelle.
Le ZBD-03 dispose d'un système de contrôle de tir informatisé. Le mitrailleur a accès à l'optique thermique jour/nuit, au télémètre laser et à l'ordinateur balistique numérique. Le conducteur et le commandant ont leurs propres instruments d'observation installés sur la trappe. Bien que le canon automatique du ZBD-03 soit stabilisé, le viseur thermique du tireur manque de stabilisation, ce qui limite la précision lors du déplacement. La mise à niveau à mi-vie du ZBD-03 qui a été dévoilée en 2021 comprend un nouveau système de contrôle de tir avec la capacité de tirer en mouvement. La nouvelle optique thermique stabilisée et les capteurs électro-optiques sont montés à la base du canon automatique. Les images thermiques sont connectées aux écrans internes auxquels assistent le tireur et le commandant,.

### Protection
Le ZBD-03 a un équipage de trois personnes (un commandant, un chauffeur et un mitrailleur) et peut transporter cinq passagers d'infanterie dans un compartiment de troupes. Le mitrailleur est assis dans la tourelle monoplace située au milieu du châssis. Le conducteur et le commandant sont situés en tandem à gauche du compartiment d'alimentation à l'avant droit du châssis. Le compartiment des troupes est situé à l'arrière avec deux trappes aériennes et une sortie arrière.
La protection blindée ZBD-03 est limitée par les restrictions de poids nécessaires au largage aérien. Avec un poids au combat de 8 tonnes, le blindage du véhicule est fin et incliné pour maximiser la résistance aux armes de petit calibre.

## Variantes
ZLC-2000
Désignation du prototype ZBD-03.
ZBD-03
Variante standard.
Mise à niveau ZBD-03 (2021)
Une mise à niveau à mi-vie dévoilée en 2021. Le kit de mise à niveau comprend un nouveau système de communication et une nouvelle antenne, une nouvelle optique thermique stabilisée et un nouveau capteur électro-optique.
Poste de commandement ZBD-03
La version de commandement et de contrôle présente une coque arrière plus haute pour accueillir les états-majors.
Transporteur ATGM ZBD-03
Armé du missile guidé antichar HJ-8 ATGM.
Véhicule cargo blindé ZBD-03
Transporter des munitions et d'autres fournitures de champ de bataille.

## Les opérateurs
Chine
- Force aérienne de l'Armée populaire de libération
  - Corps aéroporté de l'armée de l'air de l'armée de libération du peuple - plus de 180 unités à partir de 2021. 180 unités de ZBD-03; Unités non comptées d'autres variantes[13].

## Galerie

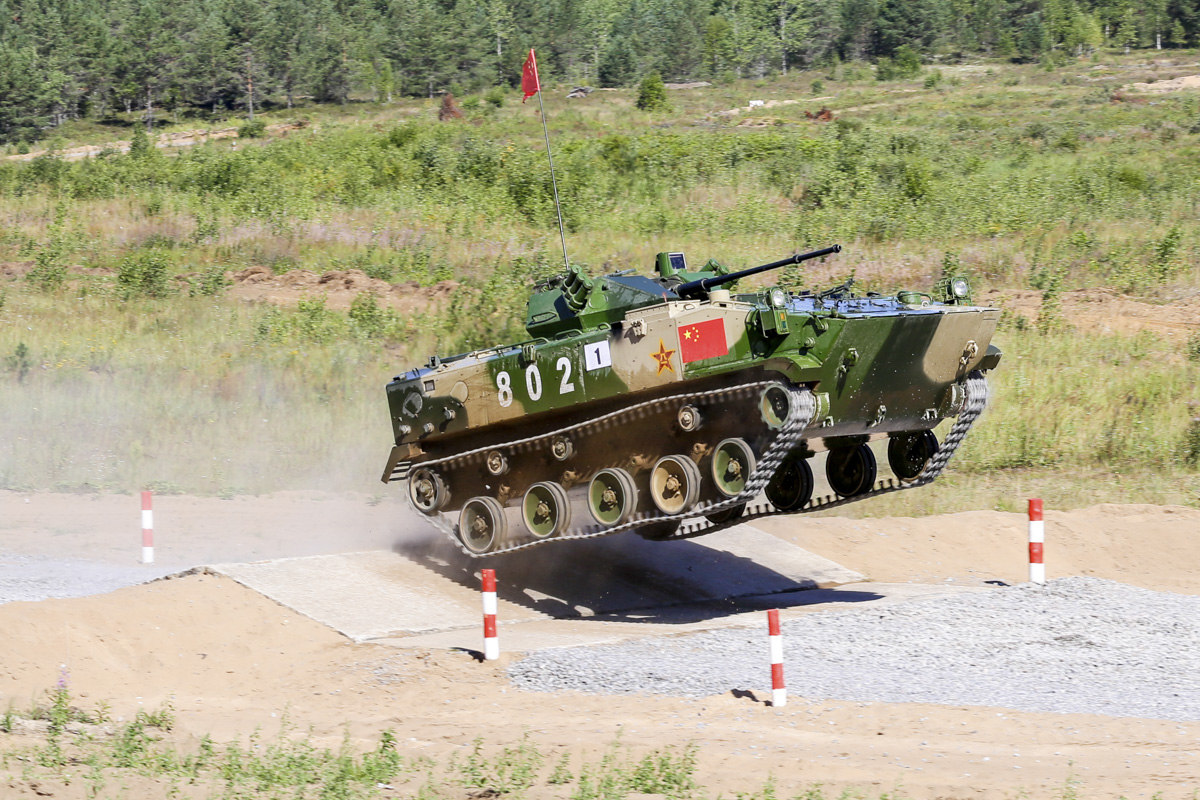
ZBD-03 montrant la maniabilité au peloton aéroporté 2018
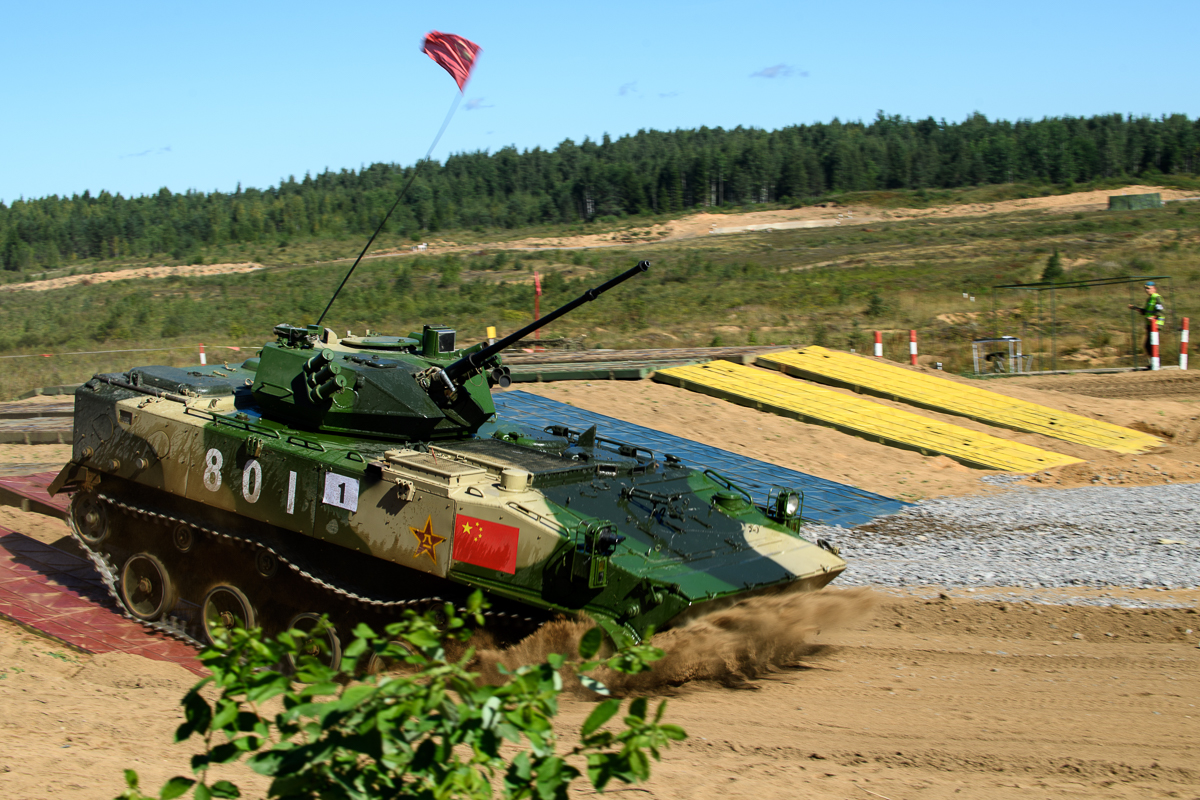
ZBD-03 traversant un obstacle
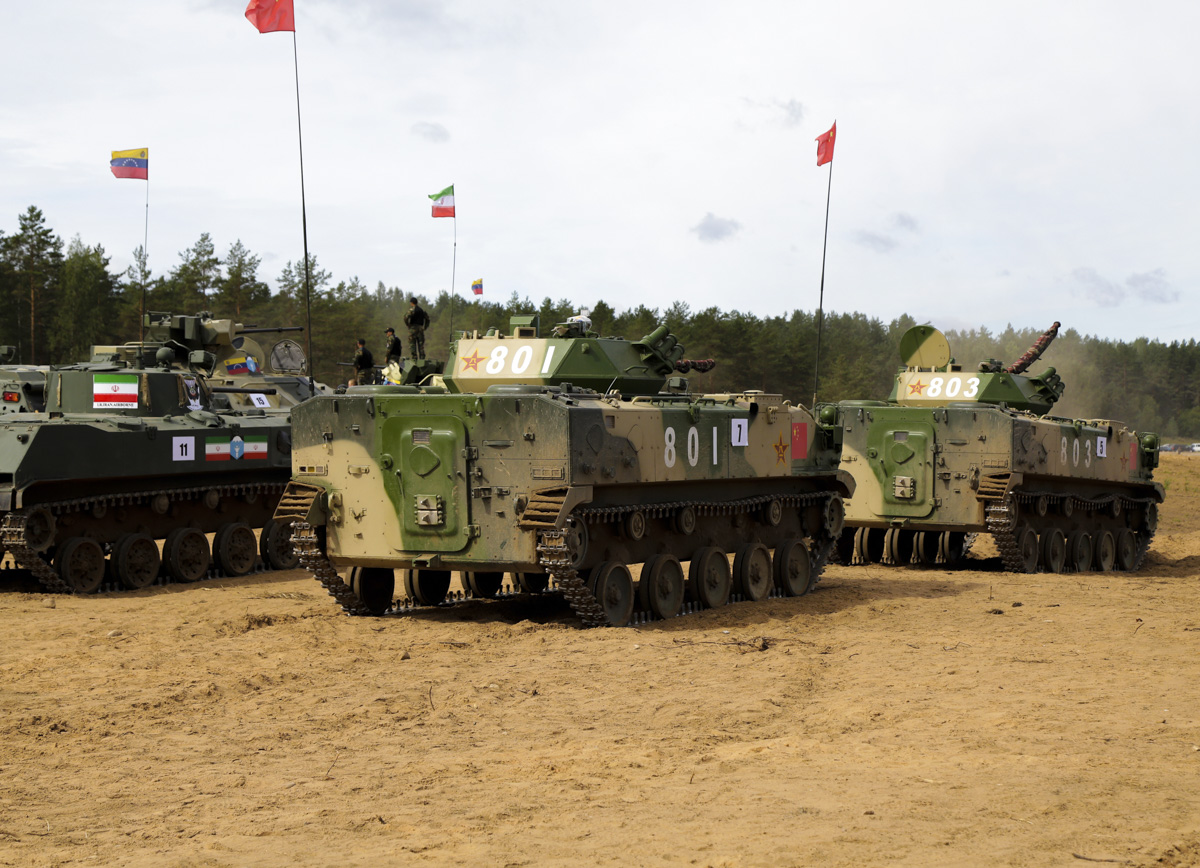
face arrière du ZBD-03
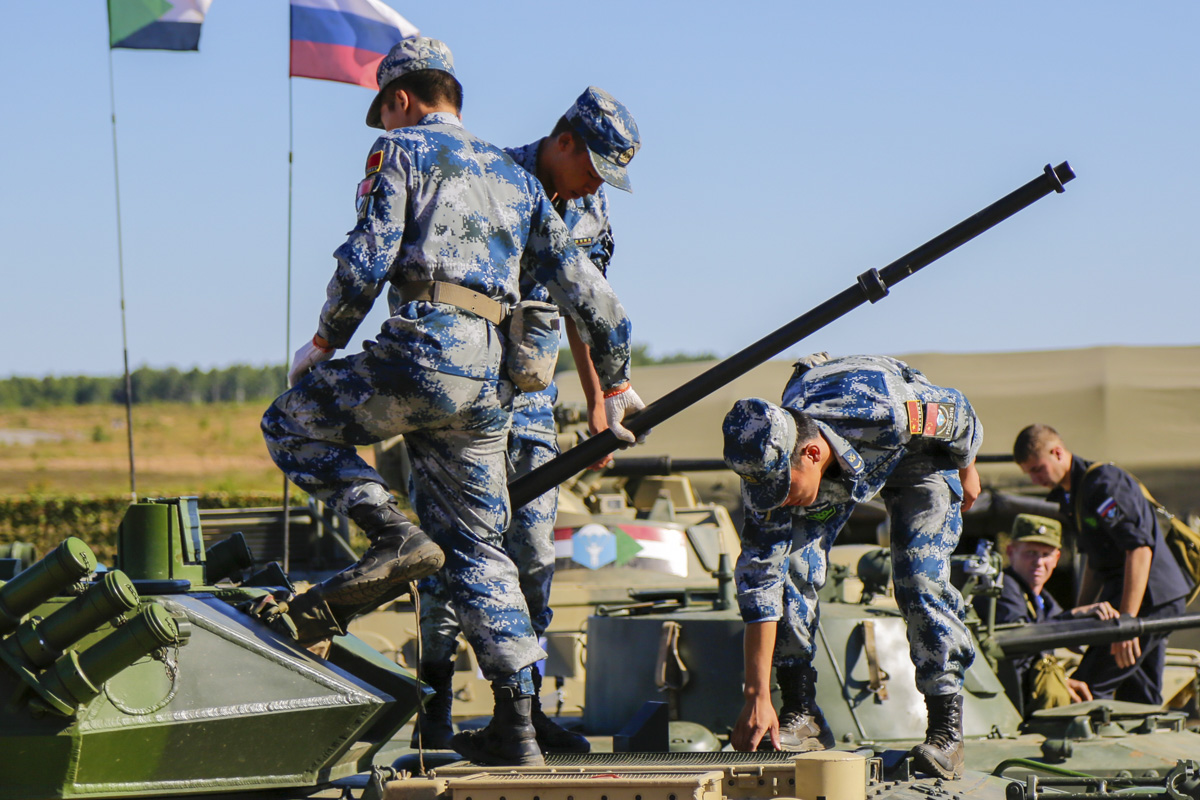
Infanterie aéroportée vérifiant le 30 canon automatique mm

### Développement connexe
- ZBD-04 - véhicule de combat d'infanterie à chenilles développé par la Chine
- ZBD-05 - véhicule de combat amphibie développé par la Chine
- ZBL-08 - véhicule de combat d'infanterie à roues développé par la Chine

### Systèmes au sol similaires
- BTR-D
- BMD-4